# 戸定会
戸定会（とじょうかい）は、千葉大学園芸学部・大学院園芸学研究科の同窓会組織である。名称は、園芸学部の所在地である戸定が丘（現在の住所では松戸市松戸）による。

## 活動
戸定会の会員は、以下の課程の出身者及び学生、並びに前身校の出身者である。
- 千葉大学園芸学部
- 千葉大学大学院園芸学研究科
- 千葉大学大学院自然科学研究科（園芸学部教員の担当講座）
- 千葉大学園芸別科

戸定会は、会員、園芸学部教員の国際交流や講演会開催などを応援している。

## 沿革
千葉大学園芸学部は、1909年設立の千葉県立園芸専門学校に起源を持ち、1929年以降は唯一の官立高等園芸学校である千葉高等園芸学校（1944年に千葉農業専門学校に改称）であった。千葉大学に包括されたのは1949年である。

### 園芸学部の前身校
- 1909年3月：千葉県立園芸専門学校として設置認可。
- 1909年4月：千葉県立園芸専門学校開校。
- 1914年4月：千葉県立高等園芸学校に改称。
- 1929年6月：文部省に移管され官立千葉高等園芸学校に改組。
- 1944年4月：千葉農業専門学校に改称。
- 1949年5月：国立学校設置法により千葉大学に包括され園芸学部となる。